# Origné
Origné é uma comuna francesa na região administrativa da Pays de la Loire, no departamento de Mayenne. Estende-se por uma área de 10,05 km². Em 2010 a comuna tinha 428 habitantes (densidade: 42,6 hab./km²).